# Crotoclypeus
Crotoclypeus is een geslacht van uitgestorven zee-egels uit de familie Nucleolitidae. Vertegenwoordigers van dit geslacht zijn slechts als fossiel bekend.

## Soorten
- Crotoclypeus cottreaui Besairie & Lambert, 1933 †